# Сайків
Са́йків — село в Україні, в Стрийському районі Львівської області. Населення становить 123 особи. Орган місцевого самоврядування - Миколаївська міська рада.